# Kračín
Kračín (německy Kratzin) je vesnice, část obce Tis u Blatna v severní části okresu Plzeň-sever v Plzeňském kraji. Leží šest kilometrů severozápadně od Žihle. V roce 2011 zde trvale žilo dvanáct obyvatel.
Kračín je nejseverněji položeným sídlem okresu i celého kraje. Sousedí s Tisem u Blatna na východě, s Balkovou na jihozápadě a se Žďárkem a s Vítkovicemi na severozápadě. Kračín leží v přírodním parku Horní Střela. Severozápadně od vsi je kopec Horka.

## Název
Název vesnice je přivlastňovací příponou odvozen z osobního jména Kráka, které znamenalo „mluvka“ nebo „žvanil“. V historických pramenech se jméno vesnice vyskytuje ve tvarech de Krczyn (1359), in villa Kraczinye (1382), de Kraczyna (1461), kracžyn (1576), Kraczyn (1579), Krczyn (1579), Kratzin (1651), Gratzin (1785) a Kračín nebo Kratzin (1854).

## Historie
První písemná zmínka o vesnici pochází z roku 1359, kdy se připomíná Svach z Kračína. Po polovině 15. století je doložen Mikuláš z Kračína. V roce 1576 je ves v držení Mikuláše z Lobkovic.

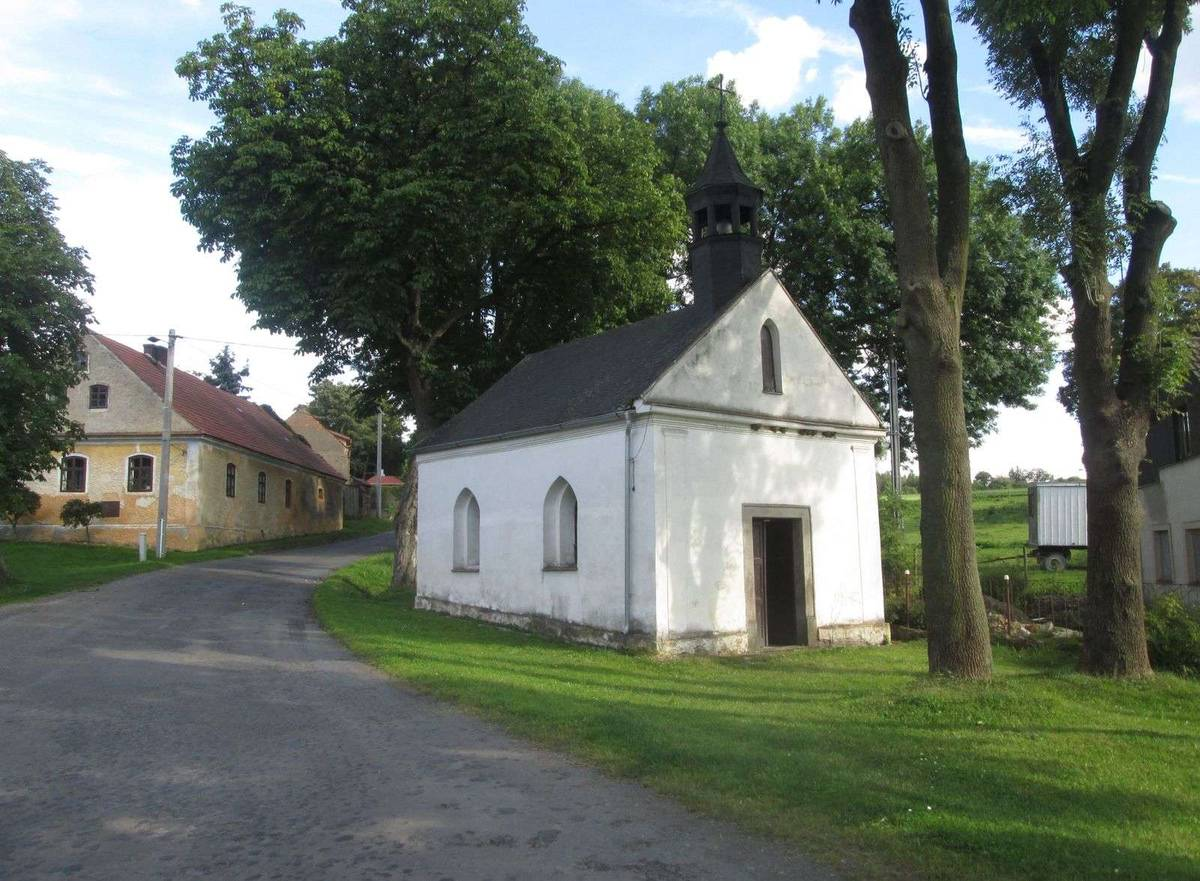
Kaple Královny Posvátného Růžence

Po roce 1945 bylo původní německé obyvatelstvo odsunuto, na rozdíl od nedaleké Balkové však obec zcela nezanikla.

## Přírodní poměry
Asi 1300 metrů jihovýchodně od vesnice se po pravé straně silnice do Tisu u Blatna uprostřed louky nachází drobné návrší se skalkou tvořenou olivinickým nefelinitem, který se střídá s polohami špatně vytříděných strusek. Návrší je pozůstatkem nevelkého vulkánu, který zde existoval v období svrchního miocénu, jehož aktivita se projevovala výlevy láv a strombolskými erupcemi.

## Obyvatelstvo
Při sčítání lidu v roce 1921 ve vsi žilo 99 obyvatel (z toho 49 mužů), z nichž bylo 97 Němců a dva cizinci. Kromě dvou členů nezjišťovaných církví byli římskými katolíky. Podle sčítání lidu z roku 1930 měla vesnice 108 obyvatel: 107 Němců a jednoho cizince. Všichni se hlásili k římskokatolické církvi.
| Rok            | 1869 | 1880 | 1890 | 1900 | 1910 | 1921 | 1930 | 1950 | 1961 | 1970 | 1980 | 1991 | 2001 | 2011 | 2021 |
| -------------- | ---- | ---- | ---- | ---- | ---- | ---- | ---- | ---- | ---- | ---- | ---- | ---- | ---- | ---- | ---- |
| Počet obyvatel | 137  | 153  | 142  | 109  | 109  | 99   | 108  | 66   | 41   | 40   | 24   | 14   | 15   | 12   | 19   |
| Počet domů     | 25   | 25   | 23   | 21   | 21   | 22   | 23   | 23   | 23   | 13   | 9    | 14   | 13   | 5    | 13   |

## Obecní správa
Při sčítání lidu v letech 1869–1959 Kračín byl samostatnou obcí, se kterým patřil nejprve do okresu Žlutice, ale v roce 1950 v okrese Podbořany. Od 1. ledna 1960 do 30. června 1980 byly částí obce Tis u Blatna v okrese Plzeň-sever. Od 1. července 1980 do 23. listopadu 1990 byl částí obce Žihle v okrese Plzeň-sever. Od 24. listopadu 1990 je opět částí obce Tis u Blatna v okrese Plzeň-sever. V roce 1950 k obci patřila Balková.

## Pamětihodnosti
Usedlosti v obci pocházejí vesměs z druhé poloviny 19. století. Na návsi stojí zděná kaple Královny Posvátného Růžence z 19. století. Má trojboký závěr a na střeše sanktusník.
Severozápadně a jihovýchodně od obce se nacházejí podstavce božích muk z 19. století.